# Zlatko Čajkovski

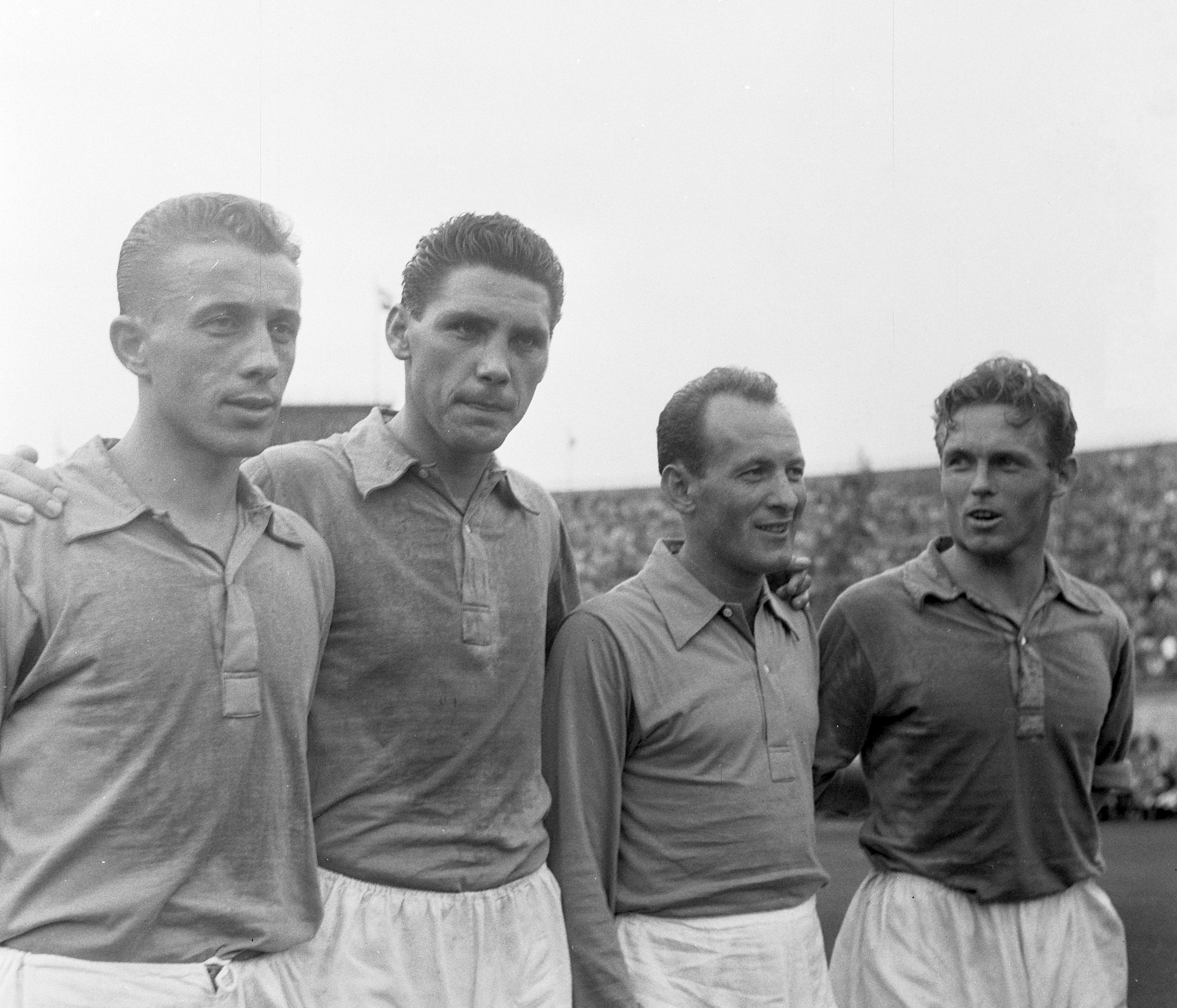
FIFA-Auswahl gg. FC Barcelona 1953 in Amsterdam: Bernard Vukas, Ernst Ocwirk, Zlatko Čajkovski und Gerhard Hanappi

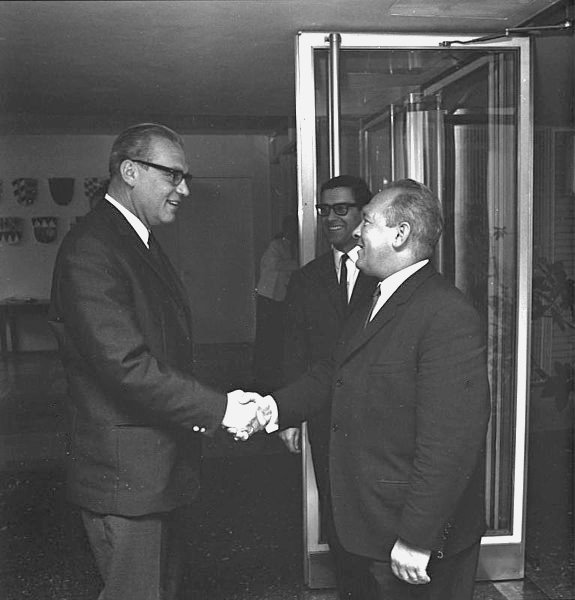
Tschik Čajkovski (rechts) 1967 in Bonn mit Franz Heubl

Zlatko „Tschik“ Čajkovski (* 24. November 1923 in Zagreb; † 27. Juli 1998 in München), wegen seiner Größe von 1,64 m „Tschik“ (serbokroat. Čik, „(Zigaretten-)Stummel“) genannt, war ein jugoslawischer Fußballspieler und -trainer.
Der damalige Weltklassespieler gewann mit der jugoslawischen Nationalmannschaft 1948 und 1952 olympisches Silber und nahm an den Weltmeisterschaften 1950 und 1954 teil. Mit dem Belgrader FK Partizan wurde er Meister und Pokalsieger, bevor er seine Karriere beim 1. FC Köln ausklingen ließ. Als Trainer führte er die Domstädter 1962 zur Meisterschaft und den FC Bayern München 1965 in die Bundesliga, von dort zu nationalen Pokalsiegen und zum ersten Triumph in einem europäischen Wettbewerb. Mit AEK Athen gewann der spätere Wahl-Münchner weitere Titel. Sein jüngerer Bruder Željko Čajkovski, ebenfalls einer der bedeutenden jugoslawischen Fußballspieler der späten 1940er und frühen 1950er Jahre, nahm an der Seite Zlatkos an den Olympischen Spielen 1948 und der Weltmeisterschaft 1950 teil.

## Karriere als Spieler
Der als Sohn des Tischlers Petar und seiner Frau Christina in Zagreb geborene Zlatko wuchs mit seinem zwei Jahre jüngeren Bruder Željko auf. Er besuchte ab 1930 in der Kaptol-Straße die Schule, wo er in den Straßen mit dem Fußball in Berührung kam. Mit elf Jahren zog die Familie 1934 in den Stadtteil Maksimir um, wo sich die Heimat des „kroatischen-akademischen Sportklub“ HAŠK befand und Zlatko 1937 in der Jugend seine aktive Fußballzeit im Verein begann. Da 1937 seine Schulzeit endete, begann er eine Lehre als Lederkaufmann. Durch die langen Arbeitszeiten in der Lehre trainierte er täglich in der Mittagspause eine Stunde. Er spielte entweder Mittelläufer oder Mittelstürmer. Mit 15 Jahren wurde er in die A-Jugend übernommen. Mit 16 Jahren gehörte er bereits als Aushilfe der 2. Mannschaft an; er wurde aus der A-Jugend geholt, wenn die Erwachsenen einen Spieler benötigten. Im Jahr 1939 kam er im letzten Rundenspiel von HAŠK bei einem Auswärtsspiel gegen Hajduk Split bei einer 0:4-Niederlage zu seinem ersten Einsatz in der 1. Mannschaft. Als er 1940 seine Lehre als Lederkaufmann erfolgreich abgeschlossen hatte, widmete er sich ganz dem Fußball. Dazu gehörten auch seine Einsätze in der Jugend-Nationalmannschaft, wo er im Donau-Pokal 1939/40 zum Einsatz kam.
Zu Beginn des Zweiten Weltkrieges musste Zlatko zur Arbeitsjugend einrücken. Normalerweise dauerte das sechs Monate, dann wurde man Soldat. Durch seine Zugehörigkeit zu HAŠK und der Nationalmannschaft von Kroatien dehnte sich dieser „Arbeitsdienst“, fünf Kilometer außerhalb von Zagreb, auf fünf Jahre aus. Im Wesentlichen spielte er während dieser Zeit Fußball. In Zagreb wurde eine interne Meisterschaft von zehn Mannschaften ausgetragen. Als Kroatien am 1. November 1942 in Stuttgart ein Kriegsländerspiel gegen die deutsche Fußballnationalmannschaft mit 1:5 verlor, lief Zlatko als linker Außenläufer auf und lernte dabei die spielerische Klasse des jungen Fritz Walter kennen und schätzen.
1945 schloss sich Čajkovski dem Hauptstadtverein FK Partizan Belgrad an. Mit den Belgradern gewann er 1947 das Double aus Meisterschaft und Pokal. 1949 folgte ein weiterer Meistertitel und in den Jahren 1952 und 1954 zwei weitere Pokalsiege. In letzterem Jahr wurde Partizan zudem Vizemeister.
Čajkovski hatte in den 1940er Jahren zwei Länderspiele für Kroatien absolviert und debütierte im September 1946 in der jugoslawischen Nationalmannschaft, mit der er 1948 an den Olympischen Spielen in London teilnahm. Er stand gemeinsam mit seinem Bruder Željko, der sich 1945 Dinamo Zagreb anschloss, in der Mannschaft, die im Finale den mit den Stars Gunnar Gren, Nils Liedholm und Gunnar Nordahl, der die Partie mit einem Hattrick entschied, angetretenen Schweden mit 1:3 unterlag.
Bei der Weltmeisterschaft 1950 in Brasilien war er, erneut gemeinsam mit seinem Bruder, Spieler der Mannschaft, die gegen die Schweiz und Mexiko siegte. Aufgrund einer 0:2-Niederlage im letzten Gruppenspiel gegen die Gastgeber und späteren Vizeweltmeister Brasilien konnten sich die Jugoslawen aber nicht für die Finalgruppe qualifizieren.
Bei den Olympischen Spielen 1952 im finnischen Helsinki erreichte er mit der Nationalmannschaft wieder das Finale. An der Seite von Spielern wie Branko Zebec und Ivica Horvat unterlagen die Jugoslawen diesmal den Ungarn, die bei diesem Turnier die Geburt ihrer Goldenen Mannschaft um Ferenc Puskás zelebrierten.
Bei der Weltmeisterschaft 1954 in der Schweiz setzte sich Jugoslawien in der Gruppenphase gegen Brasilien, Frankreich und Mexiko durch, scheiterte aber im Viertelfinale mit einer 0:2-Niederlage gegen den späteren Turniersieger Deutschland. Am 15. Mai 1955 bestritt Čajkovski in Belgrad gegen Schottland (2:2) sein letztes von insgesamt 55 Spielen für die Nationalmannschaft, in denen er 7 Treffer erzielte.
Eine besondere Ehre wurde ihm zuteil, als er im Oktober 1953 in eine Europaauswahl eingeladen wurde, die im Wembley-Stadion anlässlich des 90-jährigen Jubiläums des Englischen Fußballverbandes gegen England spielte und die Gastgeber an den Rand einer Niederlage brachten. Ein zweifelhafter Elfmeter in letzter Minute verhalf den Engländern zu einem 4:4. Čajkovski bildete dabei mit dem Deutschen Jupp Posipal und dem Österreicher Ernst Ocwirk die Läuferreihe der Kontinentalauswahl.
Nachdem er die entsprechende Altersschwelle erreicht hatte, durfte Čajkovski 1955 ins Ausland wechseln. Am 6. Juli 1955 absolvierte er mit Partizan das letzte Spiel gegen Dynamo Kiew und schloss sich danach dem westdeutschen Oberligisten 1. FC Köln an, für den er bis 1958 in 53 Spielen fünf Tore erzielte. Bei der Zeit erinnerte sich Čajkovski an die stete Anweisung von Trainer Hennes Weisweiler: „Weisweiler brüllte mich auf dem Spielfeld immer nur an: ‚Arschloch, decken!‘“.
Danach machte er das Trainerexamen an der Sporthochschule Köln unter Hennes Weisweiler. Fürderhin bemerkte er nach Erfolgen gegen von Weisweiler trainierten Mannschaften gerne, „hat Tschik wieder seinen Professor besiegt“.
Ein Teilnehmer am Trainerkurs war auch der Israeli Eli Fox, der vermutlich die Kontakte etablierte, die Čajkovski veranlassten, sich ab 1958 als Spielertrainer bei Hapoel Haifa zu betätigen, wo er stattliche $ 850 pro Monat erhielt, was weiland mehr als 3.500 Mark waren. Schon im November gewann er dort seine letzte Trophäe als Spieler und erste als Trainer, den Pokal des Jahrzehnts, der zum zehnjährigen Jubiläum des Staates Israel abgehalten wurde. Im Finale des Wettbewerbs bezwang seine Mannschaft Hapoel Jerusalem mit 2:0. Er selbst gab die Vorlage zum zweiten Tor. Andor Kish, der Trainer der Jerusalemer, bemerkte nach dem Spiel, „Čajkovski ist nicht nur Musik, er ist ein Fußball-Genie!“. In der Liga wurde er in seiner ersten Saison Vizemeister und 1959/60 Dritter. Er gilt als der beste Spieler, der jemals in Israel spielte.

## Als Trainer

### 1958–1963: Anfänge in Israel, Holland und Meisterschaft mit dem 1. FC Köln
Nach seinem Einstand als Spielertrainer bei Hapoel Haifa ab 1958 kehrte Čajkovski 1960 nach Europa zurück und trainierte für eine Saison den niederländischen Meister von 1958 DOS Utrecht, mit dem er den vierten Platz in der Eredivisie belegte.
Zur Saison 1961/62 wurde er vom 1. FC Köln engagiert, der unter Trainer Oswald Pfau in den vergangenen zwei Saisonen die Oberliga West gewann und 1960 Vizemeister wurde. Mit der Mannschaft um Weltmeister Hans Schäfer, Karl-Heinz Schnellinger und Karl-Heinz Thielen konnte auch Čajkovski in seinen beiden Jahren beim Verein die Westdeutsche Meisterschaft gewinnen. 1962 gewann er zudem die Deutsche Meisterschaft durch einen 4:0-Finalsieg über den 1. FC Nürnberg. Auch 1963 erreichte er das Meisterschaftsfinale, unterlag dort aber mit 1:3 gegen Borussia Dortmund. Die Kölner waren schon in der Winterpause stark daran interessiert, den auslaufenden Vertrag mit Čajkovski zu verlängern, doch der befand sich in aussichtsreichen Gesprächen mit dem SC Feijenoord aus Rotterdam und hielt den FC hin. Kölns Präsident Franz Kremer verpflichtete schließlich Georg Knöpfle, der den SV Werder Bremen in den vorangegangenen Jahren zu seiner bis dahin erfolgreichsten Zeit führte. Mit dem 1. FC Köln wurde Knöpfle Meister in der ersten Saison der Bundesliga.

### 1963–1968: FC Bayern München
Čajkovskis Verhandlungen mit Feijenoord zerschlugen sich. Die Niederländer verpflichteten an seiner statt den Rumänen Norberto Höfling vom FC Brügge, mit dem sie nicht besonders glücklich wurden. Georg-Otto Ratz, ein gebürtiger Ungar und nun Rechtsanwalt in der Schweiz, der sich auch als Spiele- und Spielervermittler betätigte und auch ein Büro in München unterhielt, kontaktierte nun Čajkovski und legte ihm ein Engagement beim Zweitligisten FC Bayern nah. Hans Schiefele, Journalist bei der Süddeutschen Zeitung und seit seinem neunten Lebensjahr mit dem Verein verbunden, als er diesem als Jugendspieler beitrat, später dort in der ersten Mannschaft spielte und auch Ehrenvizepräsident vom FC Bayern werden sollte, tat seinen Teil, den Bayernpräsidenten Wilhelm Neudecker von der Wertigkeit Čajkovskis zu überzeugen.
Es dürfte wohl, neben einem angemessenen Gehalt, die Garde von aussichtsreichen jungen Spielern gewesen sein, dass er das Angebot der Bayern annahm. In den kommenden beiden Jahren führte er die Bayern mit Spielern wie Torhüter Sepp Maier, der für ihn bald den Begriff "Spanferkel" parat hatte, den Defensivspielern Adolf Kunstwadl, Werner Olk, Franz Beckenbauer, Karl-Heinz Borutta sowie den Angreifern Rudolf Nafziger, Rainer Ohlhauser, Gerd Müller und Dieter Brenninger in die Bundesliga. Er blieb dort bis 1968 Trainer und gewann zweimal den DFB-Pokal sowie 1966/67 den Europapokal der Pokalsieger.

„Sie [Anmerkung: gemeint war Franz Beckenbauer] Bohnenstange, unten nichts, Mitte nichts, oben nichts. Sie mehr essen. Nix Frauen, nix Rauchen, nix Saufen. Sie aus Schlagsahne. Sie kein Kämpfer. Sie wie Strohhalm. Sie lieber gehen Schuhe putzen als spielen Fußball." Doch schon kurz darauf sah die Welt ganz anders aus. Sein Trainer hatte das unfassbar große Talent seines Spielers endlich erkannt: "Franz. Sie größtes Fußballer seit Tschik. Ich mache Weltmeister aus ihnen. Tschik und Beckenbauer bald größtes Fußballer-Gespann in Europa und in Welt.“

### 1968–1976: Stationen in Hannover, Offenbach, Zagreb, Nürnberg und Köln
Zu Beginn der Saison 1968/69 wurde Čajkovski vom Hannover 96-Präsidenten Alfred Strothe, der deswegen Horst Buhtz entließ, mit einem Monatsgehalt von 20.000 Mark an die Leine gelockt. Verleger Strothe bezahlte die Hälfte davon aus seiner eigenen Kasse. Er beendete die Saison mit dem Zehnten des Vorjahres auf Platz elf. Prominenteste Spieler der Hannoveraner waren in jenem Jahr wohl Jupp Heynckes, Hans-Josef Hellingrath und Rainer Zobel. In der Saison 1969/70 startete die Mannschaft gut und war nach sieben Spieltagen Vierter. Danach gab es sieben Niederlagen in acht Spielen, was zu Čajkovskis Entlassung führte. Die Affäre führte auch zum Abgang von Strothe beim hochverschuldeten Verein. Interimsmäßig saß danach Rolf Paetz auf der Trainerbank, bevor Hans Pilz die 96er wieder in ruhigeres Fahrwasser brachte und bis zum Saisonende vom 15. Platz auf Rang 13 hievte. „Wenn die Spieler nicht zu mir passen, ist es, als ob man beschlägt Frösche mit Hufeisen“, kommentierte Čajkovski seine Erfahrung in Hannover. Für seinen vorzeitigen Abschied erhielt er eine Abfindung von etwa 100.000 Mark.
Von Januar bis Juli 1970 trainierte er Kickers Offenbach. Der Vertrag war bis zum Saisonende befristet, da die Kickers zur kommenden Saison bereits Aki Schmidt, damals noch bei Jahn Regensburg unter Vertrag, verpflichtet hatten. Die Kickers waren unter Paul Oßwald nach einer Saison Zugehörigkeit aus der Bundesliga abgestiegen, befanden sich aber unter Čajkovski wieder an der Spitze der Regionalliga Süd, ehe er sich im November 1969 krankheitsbedingt zurückzog und interimsmäßig durch Kurt Schreiner ersetzt wurde. Unter Čajkovski wurde der OFC Erster vor dem Karlsruher SC und dem 1. FC Nürnberg und setzte sich anschließend in der Bundesliga-Aufstiegsrunde gegen den VfL Bochum durch. An den Spielen, die zum Pokalsieg der Kickers 1970 führten, war er nicht beteiligt, da diese aufgrund der Weltmeisterschaft erst zu Beginn der Saison 1970/71 stattfanden.
Im Sommer 1970 übernahm er die Mannschaft des jugoslawischen Erstligisten Dinamo Zagreb. Als Novität führte er geregelte Arbeitszeiten für die Spieler ein, die fortan zwischen 9 und 18 Uhr im Stadion zu sein hatten. Er wurde mit Dinamo, im Vorjahr Sechster, Dritter in der Meisterschaft. In der Saison 1971/72 lief es nicht so rund, und so musste Čajkovski im Oktober 1971 wieder seine Koffer packen.
Anfang Dezember 1971 wurde Čajkovski vom Zweitligisten 1. FC Nürnberg als Nachfolger des gefeuerten Fritz Langner zum neuen Trainer bestellt. Er konnte die zu diesem Zeitpunkt bestehenden Abstiegsängste bald vertreiben und beendete die Saison als Neunter. 1972/73 wurde er mit dem Club Fünfter. Nach seinem Ausscheiden zum Saisonende übernahm Hans Tilkowski für drei Jahre die Trainerarbeit beim Verein. Es wird berichtet, dass Čajkovski in seiner Zeit in Nürnberg vor allem auf die Jugend setzte.
Nachdem der Vizemeister 1. FC Köln unter Trainer Rudi Schlott schlecht in die Bundesligasaison 1973/74 gestartet war und nach sieben Spieltagen auf den drittletzten Platz lag wurde Tschik Čajkovski dort zum neuen Trainer bestellt. Unter ihm beendete die Mannschaft um Wolfgang Overath, dem Mittelfeldstar der deutschen Weltmeistermannschaft von 1974, die Saison auf dem fünften Platz, der zur Teilnahme am UEFA-Cup berechtigte. Bundesligasaison 1974/75 wurde der FC erneut Fünfter. In der Saison darauf lag die „Geißbock-Elf“, mittlerweile mit dem Mittelstürmer Dieter Müller verstärkt, im Dezember nach der Hinrunde auf Platz sieben, woraufhin die Kölner mit Georg Stollenwerk, der zum Kader von Čajkovskis Meistermannschaft von 1962 gehörte, einen neuen Trainer bestellten, der die Saison auf dem vierten Rang beendete. In seinen ersten beiden UEFA-Cup Teilnahmen war Čajkovskis Mannschaft recht erfolgreich und schied 1973/74 im Viertelfinale gegen den späteren Finalisten Tottenham Hotspur, und der Saison darauf im Halbfinale gegen den Wettbewerbssieger Borussia Mönchengladbach aus. Bei seiner dritten Teilnahme kam des Ende aber bereits im November 1975 in der zweiten Runde nach zwei Niederlagen gegen Spartak Moskau. Weitere bekannte Spieler der Kölner weiland waren Bernd Cullmann und Heinz Flohe, die auch zum Weltmeisterschafts-Kader von 1974 gehörten. Čajkovskis Sprüche wurden von den Spielern als altbacken und infantil empfunden, hieß es. Wolfgang Overath meinte gar: „Der hat keine Ahnung von modernem Fußball!“
Im Januar 1976 kehrte Čajkovski als Nachfolger des gefeuerten Otto Rehhagel erneut zu Kickers Offenbach zurück. Die Mannschaft lag nach nur vier Siegen und ebensovielen Unentschieden auf dem letzten Platz. Unter Čajkovski waren es dann jeweils fünf und die Kickers stiegen als Vorletzter ab. In die Zweitligasaison 1976/77 startete er mit fünf Siegen. Danach wurden die Ergebnisse durchwachsener und nach zwei Niederlagen am 11. und 12. Spieltag wurde es eng für ihn bei den Kickers, die sich den umgehenden Wiederaufstieg erhofften. Trotz eines Sieges wurde er nach dem 13. Spieltag Ende Oktober entlassen. Die Mannschaft belegte zu diesem Zeitpunkt den zweiten Platz in Südgruppe der 2. Bundesliga, einen Punkt hinter dem Ersten. Unter seinem Nachfolger Udo Klug lagen die Kickers am Ende auf dem dritten Platz, mit vier Punkten Rückstand auf Platz eins. In der letzten Saison hier zählten Ex-Nationalspieler Sigfried Held, der Däne Lars Bastrup und Wolfgang Rausch zu den bekannteren Spielern der Kickers. Sein 22-jähriger Sohn Zlatan Čajkovski kam auf 21 Einsätze, davon neun unter Udo Klug.
Ohne Angebot beantragte Čajkovski einstweilen Arbeitslosengeld.

### 1977–1984: Karriereende in Griechenland, der Schweiz und Österreich
Anfang Oktober 1977 wurde Čajkovski beim griechischen Verein AEK Athen Nachfolger des vormaligen holländischen Nationaltrainer František Fadrhonc, der nach dem zweiten Spieltag entlassen und danach interimistisch für zwei Spieltage durch den Assistenztrainer Andreas Stamatiadis ersetzt wurde. Er verhalf der Mannschaft um die Stars Dušan Bajević, Milton Viera und Thomas Mavros zum souveränen Double von Meisterschaft, die schon drei Spieltage vor Saisonende Ende April 1978 feststand, und Pokalsieg, letzteren durch einen 2:0-Sieg über PAOK. Schweren Herzens, wie es hieß, verließ er den Verein nach Saisonende, hatte er doch schon vor Saisonende ein Angebot vom FC-Zürich-Präsidenten Edi Naegeli angenommen.
Bereits am 7. Mai 1978 wurde er vom FC Zürich als Nachfolger von Timo Konietzka für die Saison 1978/79 verkündet. Er beendete die reguläre Saison mit dem Fünften des Vorjahres auf Platz eins. Die Finalrunde, in der die ersten sechs die Meisterschaft ausspielten, beendete die Mannschaft um René Botteron und den jugoslawischen Star Jure Jerkovic aber nur auf Platz zwei hinter dem Genfer Servette FC. In der Folgesaison kündigte Čajkovski im März 1980 nach einer 0:3-Heimniederlage gegen den FC St. Gallen an, seinen zum Saisonende auslaufenden Vertrag nicht zu verlängern. Er führte ein publizistisches Kesseltreiben und wachsende Opposition im Spielerkader als Gründe an. „Ich will den guten Ruf von 22 Jahren erfolgreicher Trainertätigkeit nicht weiter aufs Spiel setzen“, meinte er. Der Verein entließ ihn daraufhin fristlos und ersetzte ihn mit dem in der Schweiz ansässigen Deutschen Albert Sing. Die Zürcher standen zu dem Zeitpunkt mit einem Punkt Rückstand auf Platz eins auf Rang vier und sollten die Saison als Fünfte beenden.
Zur Saison 1980/81 heuerte er beim Nationalliga-B-Verein FC Grenchen an. Dort standen nach zehn Spieltagen Mitte November nur ein Sieg und ein Unentschieden auf der Haben-Seite, was den Verein veranlasste, ihn durch Zvezdan Čebinac zu ersetzen, unter dem die Solothurner die Saison als Zehnte beendeten. Ein ähnlich schwacher Saisonstart widerfuhr ihm 1981/82 beim österreichischen Erstligisten Grazer AK. Der amtierende Cupsieger hatte im November nach 14 Spieltagen nur vier Siege zu verzeichnen, denen drei Unentschieden und sieben Niederlagen gegenüberstanden, zu verzeichnen und stand auf dem vorletzten Platz. Er wurde daraufhin durch Gustl Starek ersetzt, unter dem der GAK noch Dritter wurde und sich für den UEFA-Cup qualifizierte.
In der Saison 1981/82 übernahm Čajkovski im Januar 1982 ab dem 18. Spieltag als Nachfolger des entlassenen Hans Tilkowski erneut AEK Athen, damals auf Platz sechs der Liga, und führte den Verein auf Rang vier. In der Saison darauf begann AEK stark und lag nach dem zehnten Spieltag auf Platz eins. In den drei Spielen darauf gab es eine Niederlage und ein Unentschieden und AEK fiel auf Rang zwei zurück, woraufhin Čajkovski im Januar 1983 durch seinen Assistenten Konstantinos Nestoridis, der in den 1960er Jahren ein legendärer Spieler des Vereins war, ersetzt wurde, der aber selbst bald darauf dem Österreicher Helmut Senekowitsch Platz machen musste, unter dem die Mannschaft die Saison als Dritter beendete.
Seine letzte Trainerstation absolvierte er ebenfalls in Griechenland, diesmal beim Erstligaaufsteiger Apollon Kalamarias der die Saison 1983/84 unter Trainer Vassilis Daniil schlecht begann und nach sieben Spieltagen Letzter war. Nach einem Interim unter Trainer Dimitri Baltidis übernahm Čajkovski ab dem zehnten Spieltag Anfang November das Amt. Das Engagement bei dem Verein aus Thessaloniki führte nur zu einem Sieg und drei Unentschieden in neun Partien und währte nur bis zum 18. Spieltag Ende Januar 1984, als Vassilis Daniil auf die Bank zurückkehrte. Unter ihm kletterte die Mannschaft vom letzten Platz auf Rang zwölf und schaffte somit den Klassenerhalt.
Čajkovski erreichte in der Bundesliga 109 Siege, 57 Unentschieden sowie 80 Niederlagen und holte 275 Punkte aus 256 Spielen nach der damals geltenden Regelung mit zwei Punkten pro Sieg. Bei den heutigen drei Punkten wären das 384 Punkte gewesen.

## Statistik
- Oberliga West: 53 Spiele; 5 Tore
- Westdeutscher Pokal: 3 Spiele, 1 Tor

### Erfolge als Spieler
- Olympische Sommerspiele: Silbermedaille 1948, 1952
- Jugoslawischer Meister: 1947, 1949
- Jugoslawischer Pokalsieger: 1947, 1952, 1954
- Pokal des Jahrzehnts von Israel: 1958

### Erfolge als Trainer
- 1958 Pokal des Jahrzehnts
- 1962 Deutscher Meister
- 1965 Aufstieg in die 1. Bundesliga
- 1966 DFB-Pokal-Sieger
- 1967 Gewinner Europapokal der Pokalsieger
- 1967 DFB-Pokal-Sieger
- 1970 Aufstieg in die 1. Bundesliga
- 1978 Griechischer Meister und Pokalsieger (Double)

## Trivia
Bekannt wurde Čajkovski durch seine temperamentvolle Art und sein radebrechendes Deutsch („Kleines, dickes Müller“). „Bin ich nix Lehrer für Deutsch, sondern für Futball“, hat er einmal gesagt, als er darauf angesprochen wurde, besser Deutsch zu lernen. Legendär auch sein Satz vor dem Rückflug nach einer 1:8-Niederlage im Europapokal der Landesmeister 1962/63 mit dem 1. FC Köln in Dundee: „Am besten, Flugzeug stirzt ab“.
Er war der erste Bundesligatrainer, der sein Gehalt auf über 20.000 DM monatlich hochschraubte.
Zusammen mit Sepp Maier und Gerd Müller übernahm Čajkovski eine kleine Nebenrolle in der Verfilmung der Ludwig-Thoma-Komödie „Wenn Ludwig ins Manöver zieht“ von 1967, wo er einen Koch der königlich bayerischen Armee darstellte. Auf die Frage eines Offiziers, was er denn hier tue, da er doch kein Bayer sei, antwortet „Tschik“: „I bin freiwillig dazugekommen, aber i bin mit Leib und Seele ganz für Bayern“, womit offensichtlich in scherzhafter Weise auf seine damalige Trainertätigkeit beim FC Bayern München angespielt werden sollte.
Čajkovski war in seinen späteren Jahren Stammgast bei den Heimspielen des FC Bayern und hatte seinen Platz im Münchner Olympiastadion im Block Z1, gleich neben der Ehrentribüne.
Der schwer zuckerkranke Čajkovski war verheiratet mit Rada. Er verstarb, nachdem er sich nicht mehr von einer Bein-Amputation erholt hatte. Seine Urne wurde nach Belgrad überführt.
Sein Sohn Zlatan Čajkovski (* 3. August 1954) spielte nach seinen Anfängen in der Jugend des 1. FC Köln zwischen 1975 und 1980 in 85 Partien (9 Tore) in der 2. Bundesliga für den FC Augsburg, Kickers Offenbach, den SV Waldhof Mannheim und den SSV Ulm 1846. Er unterhielt später das Eiscafé Milano in München-Fürstenried.